# Belagerung von Malta (Zweiter Weltkrieg)

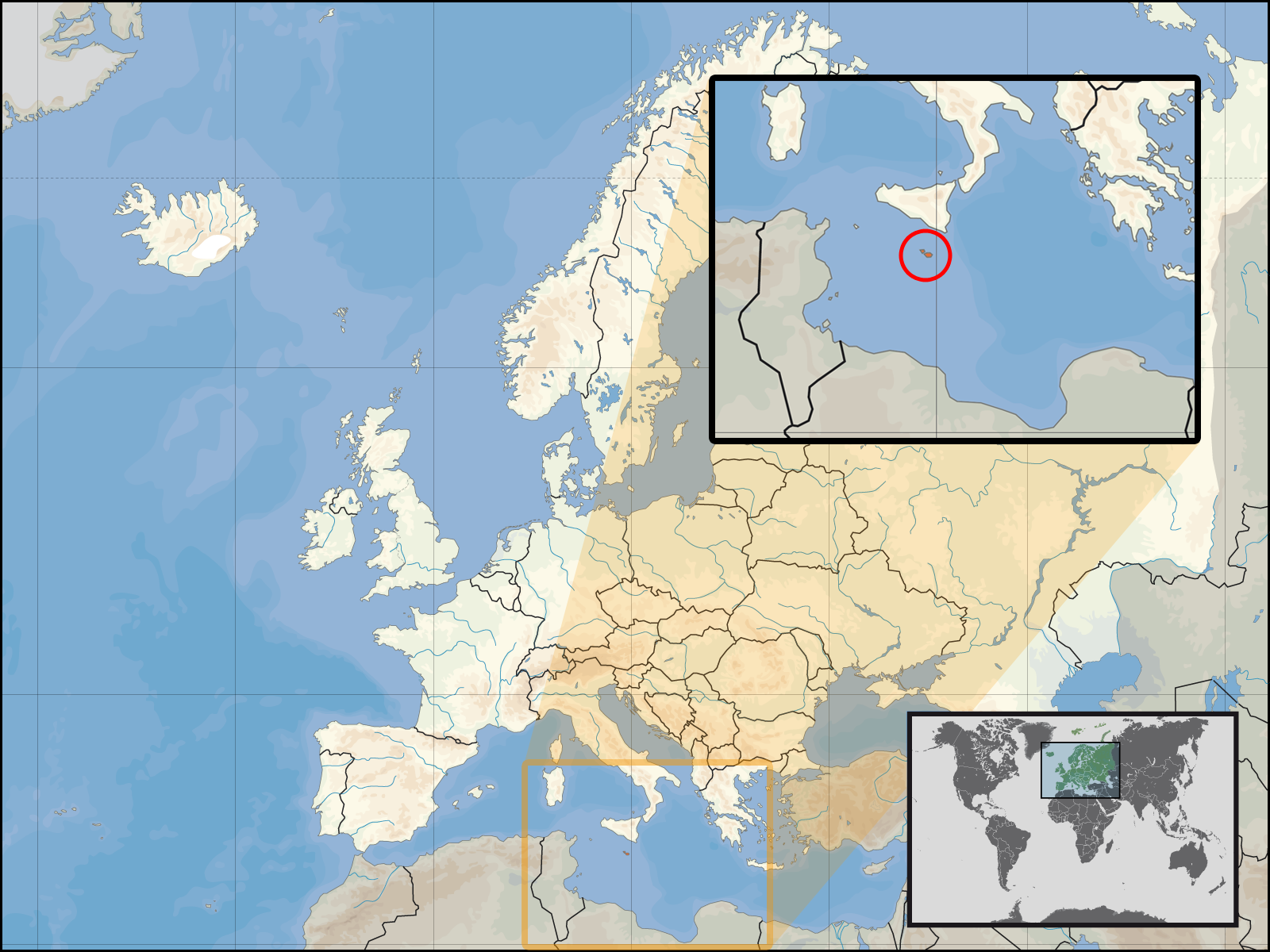
Geographische Lage Maltas

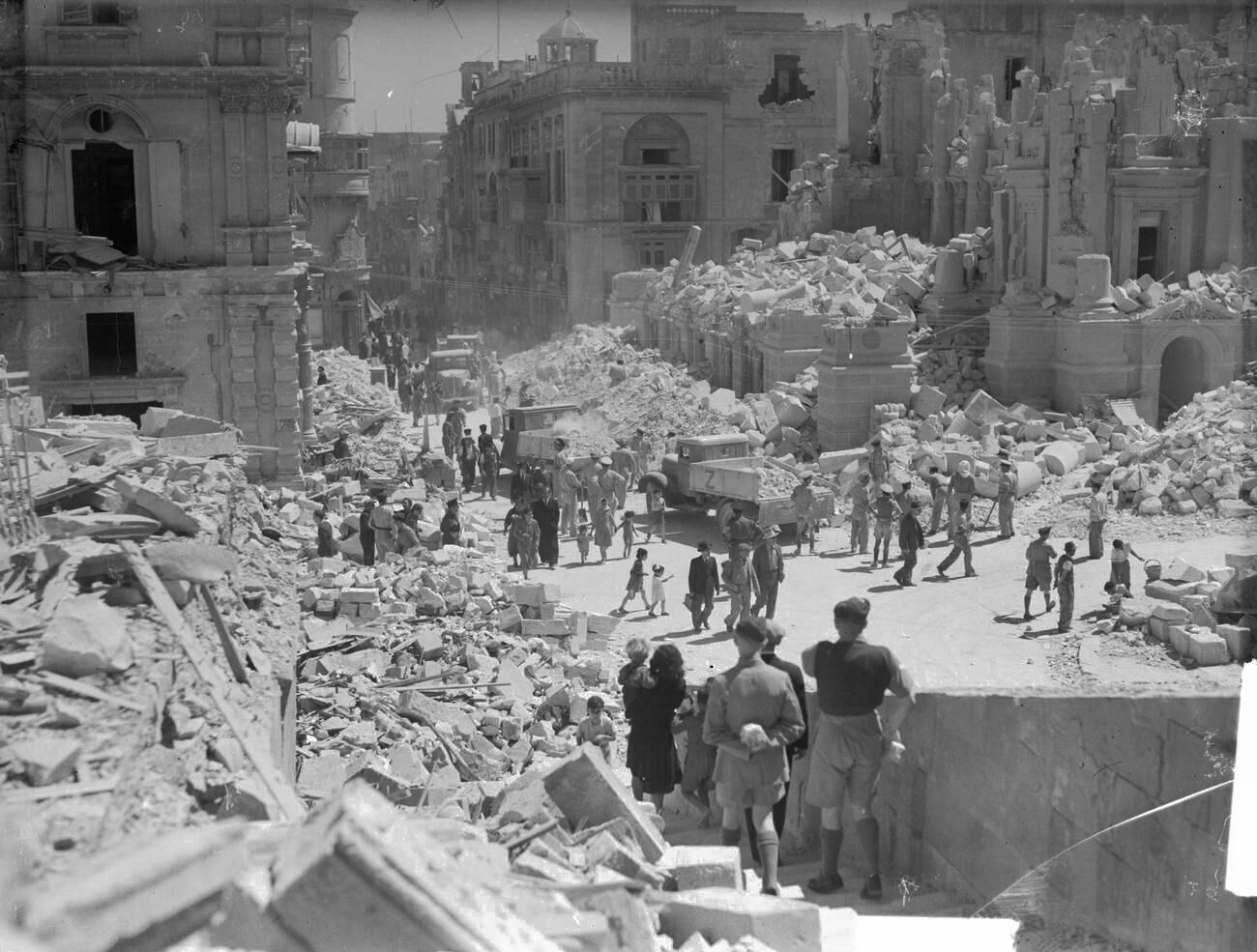
Bombenschäden in Valletta im April 1942; rechts hinten die Ruine des Royal Opera House

Die Belagerung von Malta im Zweiten Weltkrieg war eine von 1940 bis 1942 dauernde Seeblockade der Insel mit permanenten Luftangriffen durch die italienische und später auch die deutsche Luftwaffe (Achsenmächte). Die Insel gehörte damit zum Kriegsschauplatz Mittelmeerraum. Bezugnehmend auf die verlustreiche Belagerung Maltas im Jahr 1565 durch das Osmanische Reich wird die Seeblockade im Zweiten Weltkrieg daher gelegentlich auch als Zweite große Belagerung Maltas bezeichnet. Die Insel war einer der wichtigsten britischen Marinestützpunkte im Mittelmeer und wurde daher nach dem Kriegseintritt Italiens schnell zu einem strategischen Ziel der Achsenmächte. Bereits am 11. Juni, nur einen Tag nach dem Kriegseintritt Italiens, begann die Bombardierung der darauf nicht vorbereiteten Insel. Während des Afrikafeldzugs hatte Malta eine zentrale Bedeutung für die Störung des Nachschubs für die deutsch-italienischen Truppen in Nordafrika. Nach der Niederlage der Achsenmächte in der zweiten Schlacht von El Alamein endete die Belagerung im November 1942.

## Strategische Lage Maltas

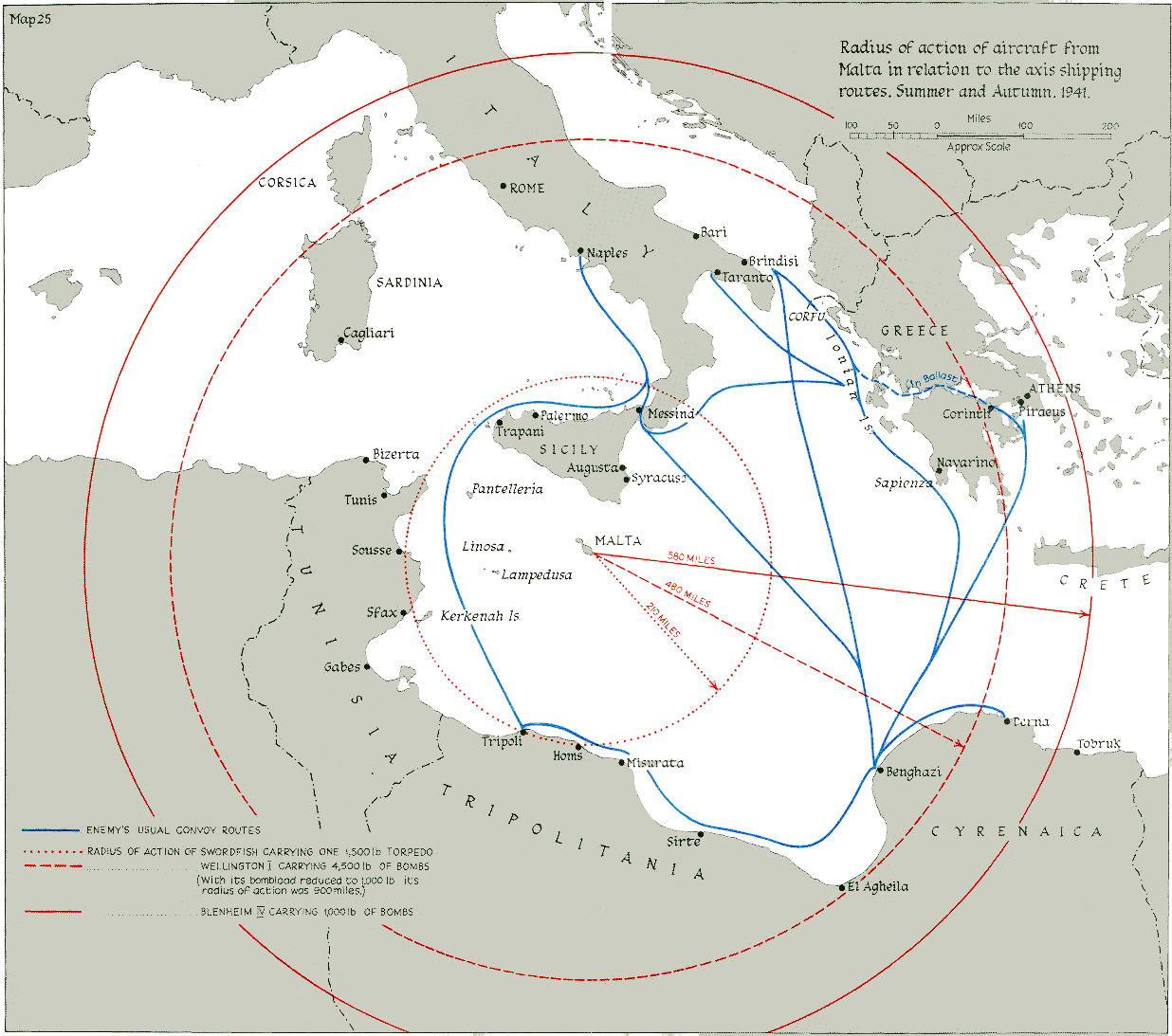
Aktionsradius der alliierten Luftwaffe von Malta, 1941

Malta war seit 1800 von Großbritannien besetzt und wurde wenig später zur Kronkolonie. Aufgrund der strategischen Lage der Insel im Mittelmeer war sie seit 1827 zentraler Marinestützpunkt der Royal Navy. Die Sicherung der Suez-Kanal-Route erhöhte ihre Bedeutung später noch. Mit der in den 1930er Jahren heraufziehenden Rivalität zwischen Großbritannien und Italien, das 1935/36 sein afrikanisches Kolonialreich um Abessinien erweitert hatte, nahm die militärische Bedeutung Maltas weiter zu. Erste vage italienische Pläne, die Insel einzunehmen, wurden bereits 1936 formuliert; nach dem Kriegseintritt Italiens auf Seiten Deutschlands im Jahre 1940 wurden diese Pläne konkreter.
Zunächst wurde vom britischen Militär angenommen, dass die in einer halben Stunde Luftlinie zu den italienischen Flugplätzen auf Sizilien gelegene Insel nicht lange zu halten sei. So verteidigten anfangs nur 4000 Soldaten sowie die Hal Far Fighter Flight mit nur sechs Gloster Sea Gladiator Doppeldeckern die Insel. Tatsächlich begann die italienische Regia Aeronautica bereits am 11. Juni 1940, also nur einen Tag nach dem Kriegseintritt Italiens, mit der Bombardierung der Insel. Diese anfänglichen Luftangriffe richteten aber nur begrenzte Schäden an und eine tatsächliche Invasion Maltas wurde nicht versucht. Durch den Angriff auf Tarent gelang den Briten am 12. November 1940 ein schwerer Schlag gegen die italienische Flotte. Dabei verlor die Regia Marina auf einen Schlag die Hälfte ihrer Schlachtschiffe und das Kräfteverhältnis im Mittelmeer verschob sich für mehrere Monate zu Gunsten der Royal Navy.
Zu Beginn des Jahres 1941 entsandte das Deutsche Reich das neu gegründete Afrikakorps nach Nordafrika. Nur wenige Monate später hatten die Achsenmächte das gesamte östliche Libyen (mit Ausnahme der belagerten Stadt Tobruk) sowie das ägyptische Grenzgebiet besetzt. Der Erfolg der deutsch-italienischen Truppe in Nordafrika hing hierbei ganz erheblich von einer konstanten Versorgung mit Nachschub über das Mittelmeer ab. Die Kontrolle über Malta wurde vor diesem Hintergrund noch bedeutsamer, da sie es den Briten erlaubte, die Nachschubwege nach Afrika immer wieder entscheidend zu stören. Anfang Juli 1941, nachdem mit der Operation Brevity und der Operation Crusader zwei Offensiven zur Vertreibung der Achsenmächte aus der libyschen Kyrenaika gescheitert waren, wurden die Luftstreitkräfte der Insel zunächst durch vier Hawker Hurricanes der Royal Air Force verstärkt. Weitere zwölf Hurricanes kamen mit der HMS Argus im August hinzu. Die in der Folge spürbare Beeinträchtigung der Versorgung der in Nordafrika stehenden Truppen ließ bei den Achsenmächten Überlegungen zur Einnahme Maltas konkreter werden.

## Belagerung von Malta

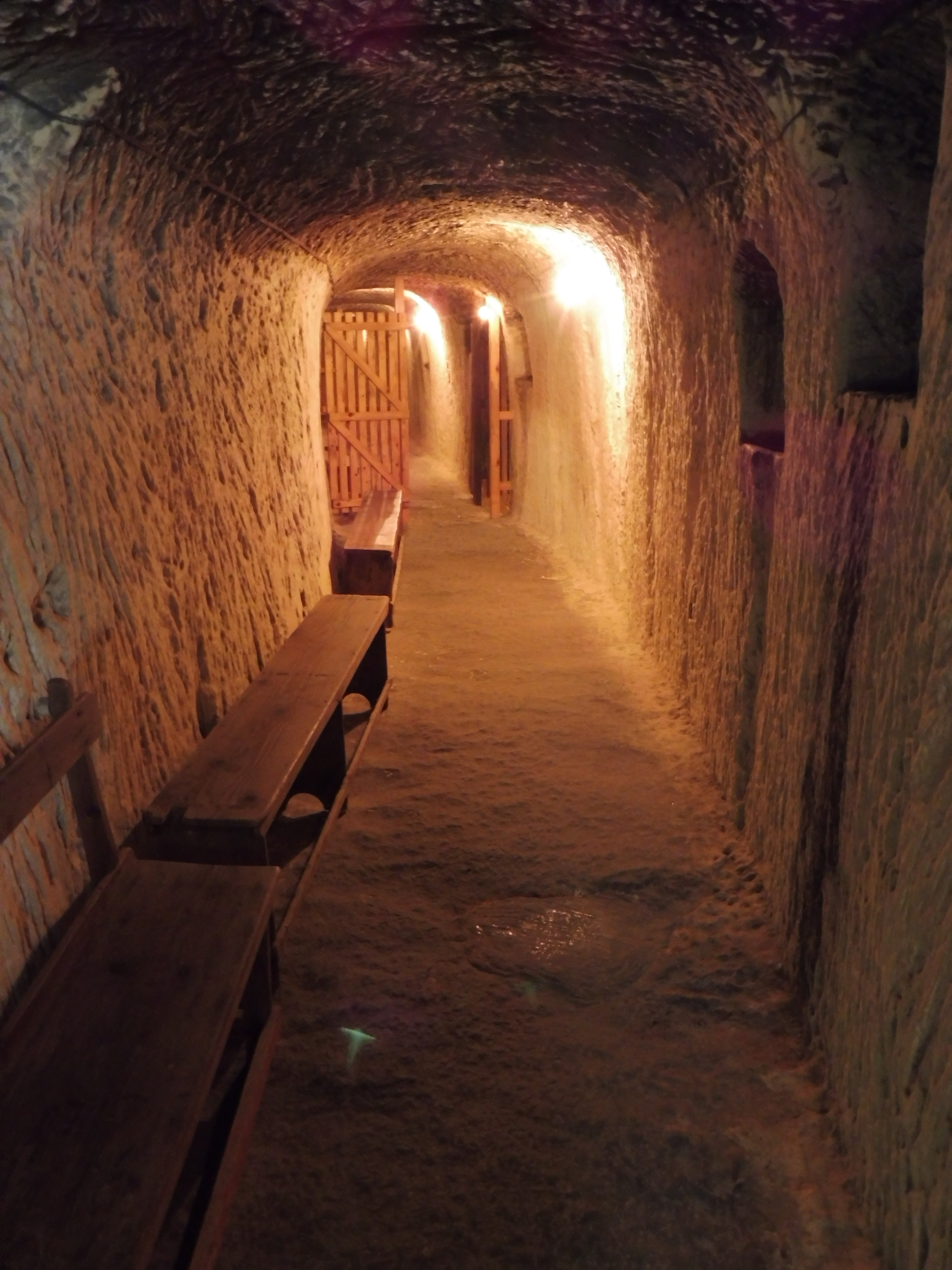
In den Fels gehauener Luftschutzstollen in Vittoriosa

Als im Jahr 1941 die Versorgungslage der im Afrikafeldzug eingesetzten Truppen der Achsenmächte aufgrund der vom Stützpunkt Malta ausgehenden britischen Störmanöver zunehmend prekär wurde, erging von Hitler Ende Oktober 1941 die Weisung, die Insel mit starken Luftstreitkräften und Unterstützung von See „niederzuhalten“, um weitere alliierte Operationen zu unterbinden. Noch im Dezember 1941 begann die deutsche Luftwaffe mit den ersten Nachtangriffen auf die Insel. Nach der zweiten Wiedereroberung der Cyrenaika durch die Achsenmächte im Februar und März 1942 gingen die britischen Luftstützpunkte dort verloren und die Luftangriffe auf die Insel Malta verstärkten sich erneut.
Im Laufe von etwa 3.000 Angriffen gegen die Insel fielen ungefähr 14.000 Tonnen Bomben, die unter anderem fast 35.000 Häuser zerstörten; auf Malta fielen während des Zweiten Weltkriegs die meisten Bomben pro Quadratmeter. Mehr als 1.000 Einwohner kamen ums Leben. In Anerkennung des Mutes und der Tapferkeit während der Angriffe verlieh der britische König Georg VI. der maltesischen Bevölkerung am 15. April 1942 das Georgs-Kreuz, welches seitdem die maltesische Flagge ziert.

### Kämpfe um den Nachschub für Malta
- Die Seeschlacht bei Punta Stilo wurde am 8. Juli 1940 südlich von Kalabrien, zwischen den Alliierten (Royal Navy und Royal Australian Navy) und der italienischen Marine (Regia Marina), ausgetragen und endete unentschieden. Es kam lediglich zu Beschädigungen einzelner Schiffe, ohne dass Versenkungen erzielt wurden.
- Die Schlacht bei Kap Matapan fand am 28. März 1941 zwischen britischen und italienischen Seestreitkräften im östlichen Mittelmeer zwischen Kap Matapan und der Insel Gavdos statt. Eine indirekte Folge dieser Schlacht war, dass Malta nicht mehr eingenommen werden konnte, da die italienische Marine für einen See-Angriff nicht mehr schlagkräftig genug war und Hitler nach den hohen Verlusten bei der Luftlandeschlacht um Kreta weitere Luftlandeoperationen ablehnte (→„Unternehmen Herkules“).
- Das Zweite Seegefecht im Golf von Syrte fand am 22. März 1942 nördlich von Libyen statt. Beteiligt waren auf britischer Seite fünf Kreuzer und elf Zerstörer, auf italienischer Seite ein Schlachtschiff, drei Kreuzer und zehn Zerstörer. Der unter dem Geleit fahrende britische Konvoi konnte wegen des Gefechts Malta nicht direkt anlaufen und musste sich weit nach Süden zurückziehen. Das gab der deutschen und italienischen Luftwaffe am 23. März die Gelegenheit zu einem Luftangriff: Ein Handelsschiff und ein Tanker gingen dabei verloren; auch in Malta selbst kam es noch zu Verlusten. Von 25.000 Tonnen Nachschub erreichten nur 5.000 Tonnen ihr Ziel.

### Wende 1942

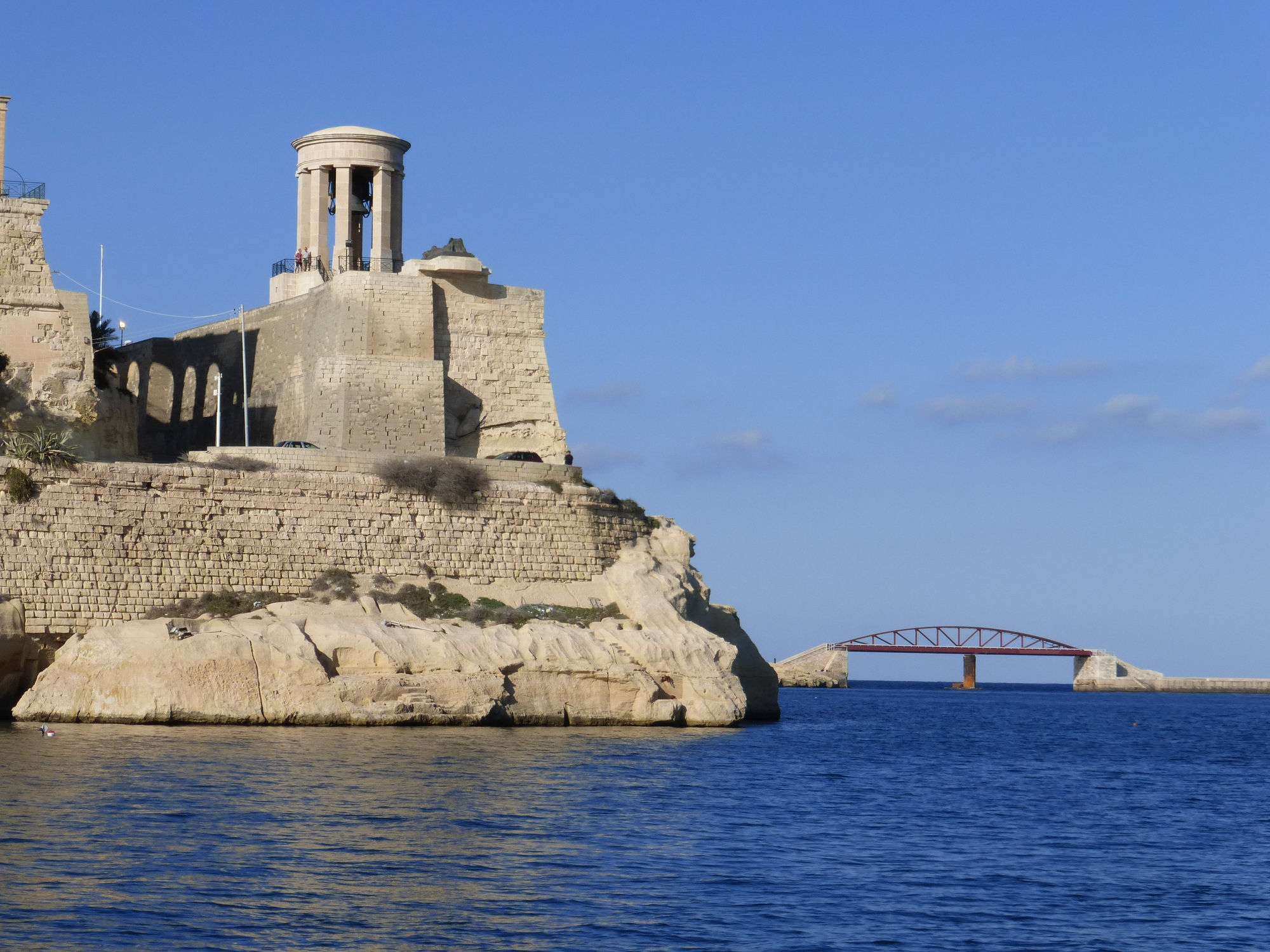
Siege-Bell-Memorial in Valletta

Nach sechs Monaten Blockade kam im August der erste größere Versorgungskonvoi (Operation Pedestal) nach Malta durch. Der „Santa Marija Konvoi“ (vor allem mit dem Tanker Ohio) erreichte nach schwersten Verlusten am 15. August, dem Fest Mariä Aufnahme in den Himmel, die Inselgruppe, die kurz vor der Kapitulation stand, und brachte die Rettung. Dazu gehörten auch die 38 Spitfire MK V, die vom Träger Furious mitgebracht wurden. Von August bis Oktober gingen rund ein Drittel aller Transporte der Achsenmächte verloren, allein im Oktober 1942 wurden mit vier Tankern 66 % des Treibstoffnachschubs vernichtet. Der britische Sieg bei El Alamein in Ägypten (23. Oktober bis 4. November) löste dann die Blockade.
Am 1. Dezember traf unter der Codebezeichnung Operation Portcullis der erste Konvoi seit 1941 ein, bei dem es keine Verluste gab. Der Konvoi kam mit vier Frachtern von Port Said mit insgesamt 55.000 Tonnen dringend benötigter Güter. Der Begleitschutz bestand aus einem Kreuzer, 18 Zerstörern und einem Minenleger.
An die bei den Luftangriffen Gefallenen erinnert das Siege-Bell-Monument in Valletta, das im Inneren mit einer riesigen Glocke ausgestattet ist (Glocke der überstandenen Belagerung).
Es kam zu diversen Schnellbootangriffen auf die Häfen Maltas. Auf der Insel befand sich ein wichtiges britisches Kommandozentrum (Lascaris War Rooms – Operation Husky). Von zusätzlichen eingerichteten Flugfeldern – Ta’ Qali, Ħal-Far, Safi, Qrendi, auch von Gozo – von denen das bekannteste das Luqa Airfield war (heute Maltas Flughafen), starteten alliierte Bomberverbände in Richtung Italien, Jagdflieger überwachten den Luftraum über den Gewässern des Archipels.
Am 1. Juni 1943 besuchte König Georg VI. die Insel. Nach der Eroberung Siziliens, 10.–17. August 1943, war Malta nicht mehr an den Kämpfen beteiligt. Es wurde wieder zur Lazarett- und Hafeninsel.

## Filme
- Malta Story, 1953 (Kriegsfilm, Regie: Brian Desmond Hurst).
- National Geographic: HMS Southwold: Maltas Hoffnung. 2006 (Reportage und Dokumentation der National-Geographic-Serie Die Seejäger II, Folge 12).